# St. Johannis (Markersdorf)

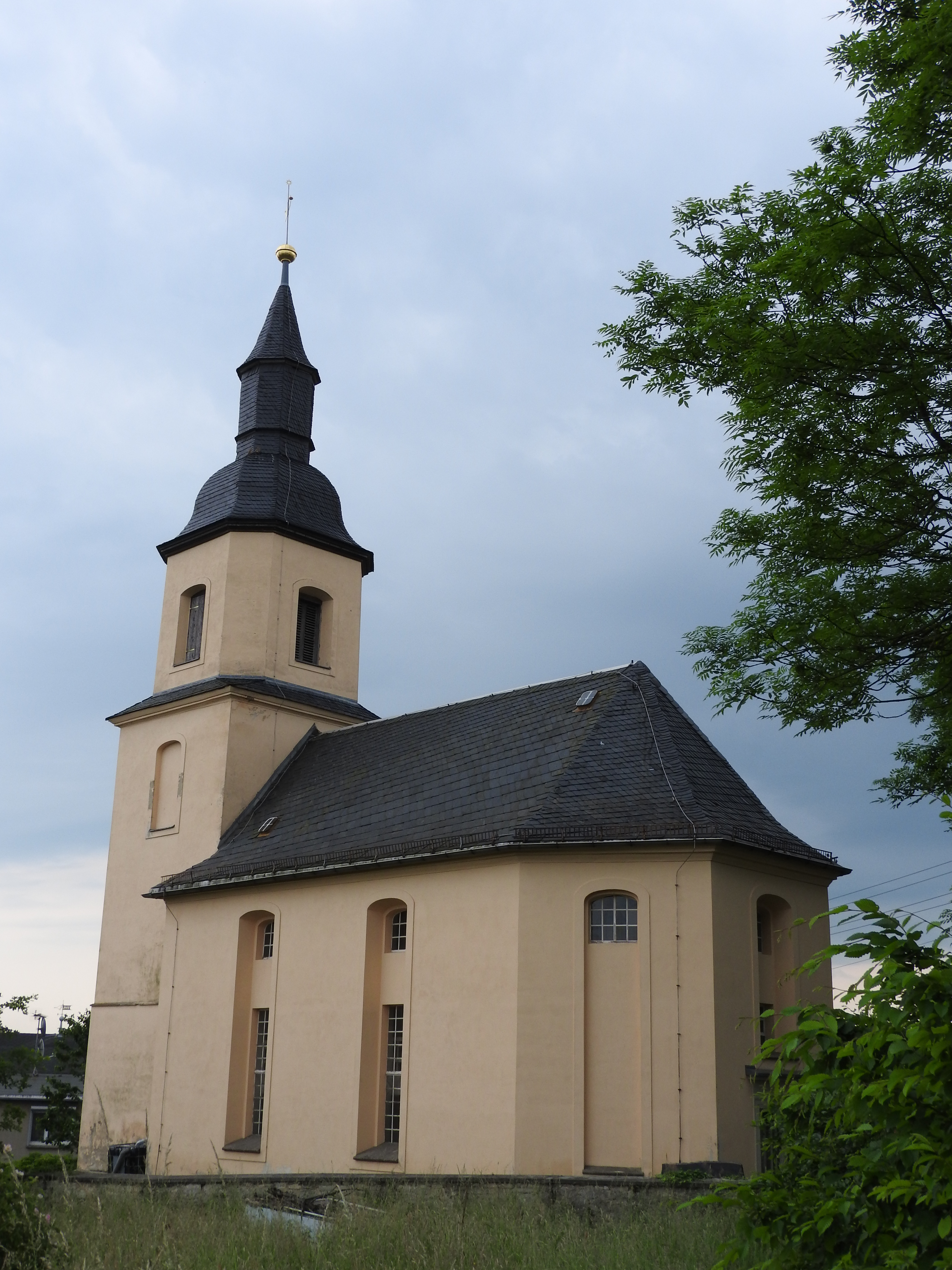
St. Johannis

Die evangelisch-lutherische Kirche St. Johannis steht in Markersdorf, einem Ortsteil von Hundhaupten im Landkreis Greiz in Thüringen. St. Johannis gehört zur Kirchengemeinde Markersdorf-Hundhaupten des Pfarrbereiches Münchenbernsdorf im Kirchenkreis Gera der Evangelischen Kirche in Mitteldeutschland.

## Beschreibung
1755 wurde die verputzte Saalkirche unter Einbeziehung älterer Bauteile gebaut. Sie hat einen eingezogenen quadratischen Kirchturm im Osten und einen polygonalen Abschluss im Westen. Das Langhaus ist mit einem Satteldach bedeckt. Der Turm trägt eine geschweifte Haube, darauf sitzt eine geschlossene Laterne, bekrönt mit einer Turmkugel. Das Kirchenschiff hat dreiseitige Emporen und ist mit einer Flachdecke überspannt, deren Vouten mit Stuck verziert sind. Die Logen im Turm sind jetzt zugemauert. Die Kirchenausstattung ist abgesehen vom Kanzelaltar schlicht. Auf der Westempore befindet sich in einem neugotischen Prospekt die Orgel, die 1861 August Peternell gebaut hat. Sie hat acht Register, verteilt auf ein Manual und ein Pedal.